# 黃坤榮
黃坤榮（1953年10月15日—2009年7月29日）是台灣玻璃藝術家，出生於台灣花蓮，曾在金門當兵，1970年在臺中從事鞋楦 製作，1985年到台南創辦銘光藝術玻璃，2000年轉型創作及推廣教學，2003年師事許自貴老師學習雕塑，2006年師事陳三火老師學習剪黏，黃坤榮於台灣時間2009年7月29日晚間在臺南昏迷送醫，搶救無效，被宣告死亡。
黃坤榮玻璃創作擅長冷工技法，創作中結合了馬賽克技法與鑲崁玻璃、玻璃雕塑、紙漿雕塑和剪黏藝術，融入了玻璃所能表達的雕、塑、染、割、碎、疊等各種技法，結合成各項創作，擅長使用玻璃、木工、金工等多媒材創作拼貼，更將環保創作觀念應用於藝術創作，使得“光影變化無窮”，部分創作作品亦能融入居家，備受藏家喜愛與典藏，在其後期創作更將其活力與生命融入作品，將自己的故事與生命化進創作，最後完成作品為《曾文意象》。

## 得獎經歷
- 2003年	台南市文資會文化創意商品佳作
- 2004年、2005年、2006年、2007年、2008年、2009年 “府城美展”立體造型優選、入選
- 2005年、 2006年 、2007年 、2009年 “鳳邑美展”綜合媒材入選
- 2006年	“金玻獎”綜合媒材佳作[3]
- 2006年	“青溪新文藝協會”榮譽徵（後備司令部）
- 2008年	“金玻獎”綜合媒材佳作
- 2008年	“雙手創造愛”馬賽克第二名

## 典藏
- 苗栗市藝文中心	祥龍獻瑞[4]
- 麻豆文化館	孕育
- 玻璃工藝博物館	迴轉
- 玻璃工藝博物館	家
- 公共藝術
- 玻璃工藝博物館入口意象規劃執行
- 水資源局 曾文意象[5]

## 媒體、文化
- 2004年 《自由時報》 “台灣蒐奇”專題 全國版[6]
- 2004年 三立電視台 “在台灣的故事”專題
- 2005年 發表台語文學創作《阿財出師表》[7] 於海翁文學40期
- 2005年 僑務委員會 “宏觀台灣” 文宣短片 中華電視台 華視新聞雜誌
- 2005年 TVBS電視台 “一步一腳印”專題	TVBS週刊 402期專題 ( 玻璃狂想曲）[8]
- 2005年 TVBS週刊402期專題報導[9]
- 2005年 《創意藝術》　五顏六色彩繪玻璃[10]
- 2006年 三立電視台 “草地狀元”專題[11]

## 展演
- 2004年 南方四劍客之劍獅創作展 安平劍獅文化館
- 2005年 “開懷創意風”復活節聯展 德光女中
- 2005年 “玻璃與生活的對話” 台南女子技術學院師生創作展 台南市立文化中心
- 2005年 福爾摩沙文化藝術節 玻動新竹風 邀展
- 2005年 二〇〇五竹塹玻璃協會會員展[12]
- 2006年 苗栗火旁龍文化節 邀展
- 2006年 國際玻璃藝術節 國內名家邀請展
- 2006年、2007年、2008年	玻璃工藝博物館生肖展 邀展
- 2007年 台南市政府文化走廊接力展
- 2007年 台積電公司文化藝廊邀展
- 2007年 麻豆文化館師生創作展 生活工藝 台積電公司風鈴社
- 2007年 玻光幻影[永久] 個展[13] 玻璃工藝博物館
- 2007年 曾文之眼 古典·現代 四人聯展
- 2008年 生命之光 個展[14] 紫米玫瑰食尚館
- 2008年 馬賽克的多元世界 個展 台積電公司八廠
- 2008年 竹塹玻璃協會 聯展[15]
- 2009年 生命之歌[16] 臺南市分局國稅藝廊